# تأثير الصنارة

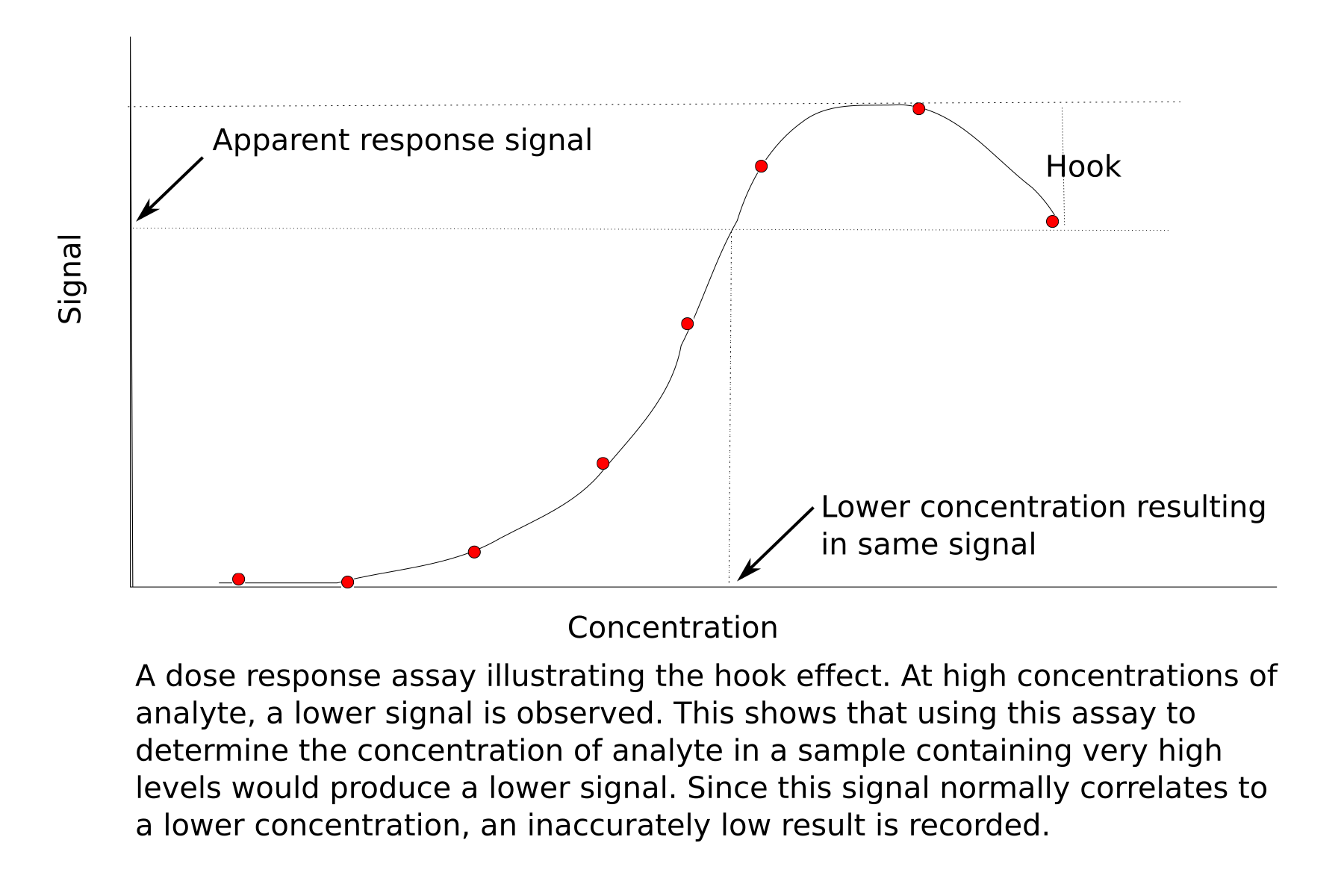
رسم توضيحي لتأثير الصنارة مأخوذ منشيتيكاتي وآخرون.

يشير تأثير الصنارة إلى ظاهرة المنطقة الأمامية، والمعروفة أيضًا بأسم فائض الأجسام المضادة، أو ظاهرة المنطقة اللاحقة، والمعروفة أيضًا باسم فائض المستضد. إنها ظاهرة مناعية حيث يمكن أن تضعف فعالية الأجسام المضادة في تكوين المجمعات المناعية عندما تكون تركيزات الجسم المضاد أو المستضد مرتفعة للغاية. يتوقف تكوين المجمعات المناعية عن الزيادة مع التركيزات الأعلى ثم ينخفض عند التركيزات العالية للغاية، مما يؤدي إلى ظهور شكل خطاف على رسم القياسات. من الأهمية العملية لهذه الظاهرة أنها نوع من التداخل الذي يؤثر على بعض الاختبارات المناعية والاختبارات النيفلوميترية، مما يؤدي إلى نتائج سلبية خاطئة أو نتائج منخفضة غير دقيقة. تشمل الأشكال الأخرى الشائعة لتداخل الأجسام المضادة والتفاعل المتبادل وتداخل الإشارة. تنتج هذه الظاهرة عن تركيزات عالية جدًا من محلل أو جسم مضاد معين، وهي أكثر شيوعًا في اختبارات المناعة ذات الخطوة الواحدة.

## الآلية والأهمية في المختبر

### بروزون – الأجسام المضادة الزائدة

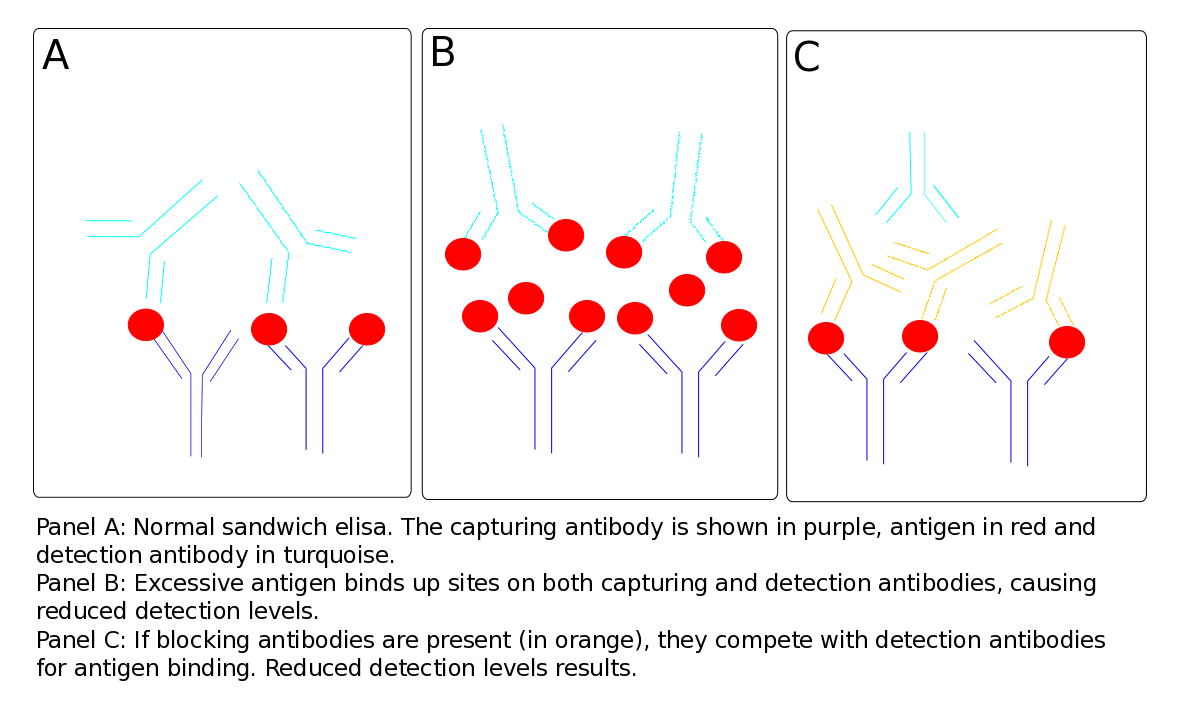
توضيح لتأثيرات المستضد الزائد والأجسام المضادة الحاجزة على الاختبارات المناعية.

في اختبار التكتل، يتم إضافة مصل الشخص (الذي يحتوي على أجسام مضادة) إلى أنبوب اختبار، والذي يحتوي على مستضد معين. إذا تفاعلت الأجسام المضادة مع المستضد لتكوين مجمعات مناعية، تسمى بالتكتل، فسيتم تفسير الاختبار على أنه إيجابي. ومع ذلك، إذا كان هناك عدد كبير جدًا من الأجسام المضادة التي يمكنها الارتباط بالمستضد، فإن المواقع المستضدية تكون مغطاة بالأجسام المضادة، ولا يمكن لعدد قليل من الأجسام المضادة الموجهة نحو العامل الممرض أن ترتبط بأكثر من جسيم مستضدي واحد. نظرًا لأن الأجسام المضادة لا تترابط بين المستضدات، فلا يحدث أي تكتل. ولأنه لا يحدث أي تكتل، يتم تفسير الاختبار على أنه سلبي. في هذه الحالة، تكون النتيجة سلبية كاذبة. يُطلق على نطاق تركيزات الأجسام المضادة المرتفعة نسبيًا والتي لا يحدث فيها أي تفاعل اسم المنطقة الأولية.

### منطقة ما بعد المنطقة – المستضدات الزائدة
يمكن أن يحدث التأثير أيضًا بسبب فائض المستضد، عندما يصبح كل من الأجسام المضادة للالتقاط والكشف مشبعين بتركيز المحلل العالي. في هذه الحالة، لا يمكن تكوين شطيرة بواسطة الجسم المضاد الملتقط والمستضد والجسم المضاد للكشف. في هذه الحالة، يتنافس المستضد الحر مع المستضد الملتقط على ربط الأجسام المضادة للكشف. إن الإضافة المتسلسلة للمستضد والأجسام المضادة، إلى جانب الغسيل الصارم، يمكن أن تمنع التأثير، كما يمكن أن يؤدي زيادة التركيز النسبي للجسم المضاد إلى المستضد، وبالتالي التوسط في التأثير.

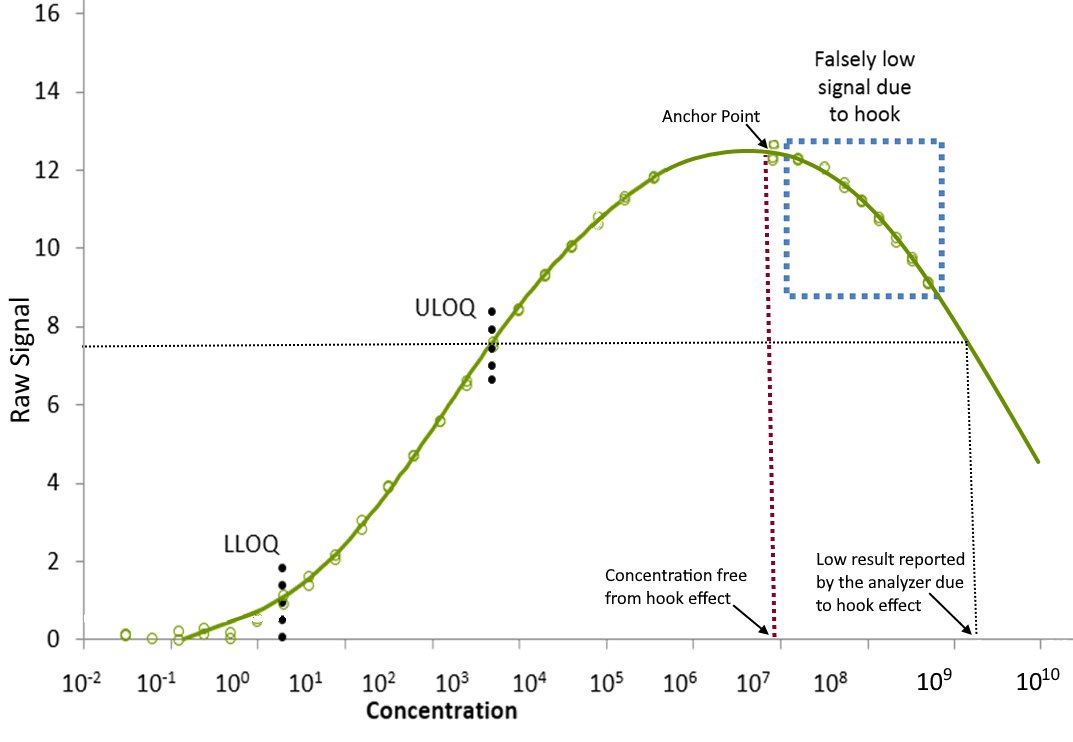
رسم توضيحي بسيط لتأثيرات المستضد الزائد ومنحنى الاستجابة للجرعة.

تشمل الأمثلة مستويات عالية من الأجسام المضادة لمرض الزهري لدى مرضى فيروس نقص المناعة البشرية أو مستويات عالية من مستضد الكريبتوكوكاس مما يؤدي إلى اختبارات سلبية خاطئة في العينات غير المخففة. وتُرى هذه الظاهرة أيضًا في الاختبارات المصليّة لمرض البروسيلا. يمكن رؤيته في تفاعلات الترسيب. يُعرف الجسم المضاد الذي يفشل في التفاعل باسم الجسم المضاد الحاجز ويمنع الجسم المضاد المسبب من الارتباط بالمستضدات. وبالتالي لا يحدث تفاعل الترسيب المناسب. ومع ذلك، عندما يتم تخفيف المصل، يتم تخفيف الجسم المضاد الحاجز أيضًا وينخفض تركيزه بما يكفي لحدوث تفاعل الترسيب المناسب.

## الملاحظات الحية
وصف لويس توماس في مذكراته تجربة فسيولوجية أجريت عام 1941، حيث لاحظ تأثير البروزون في الجسم الحي: المناعة لدى الأرانب ضد النيسريات سحائية، والتي كانت قوية، انخفضت بشكل غير متوقع عندما تم استخدام التحصين لتحفيز استجابة الأجسام المضادة المرتفعة. وبعبارة أخرى، فإن دفع أجسام الأرانب إلى إنتاج المزيد من الأجسام المضادة ضد هذه البكتيريا كان له تأثير عكسي يتمثل في تقليل مناعتها ضدها. ومن وجهة نظر مفهوم مبسط للغاية للعلاقة بين الأجسام المضادة والمستضدات، يبدو هذا الأمر متناقضًا، على الرغم من أنه منطقي بوضوح من وجهة نظر مطلعة على علم الأحياء الجزيئي الحالي. كان توماس مهتمًا بمتابعة هذا البحث الفسيولوجي بشكل أكبر، وظل كذلك لعقود بعد ذلك، لكن حياته المهنية أخذته في اتجاهات أخرى ولم يكن على علم بأي شخص تابع هذا البحث بحلول وقت كتابة مذكراته. كان أحد أنواع الأهية التي افترضها لمفهوم الأجسام المضادة التي تمنع لجسم الحي هو أنها عامل محفز لحساسية الإنسان لبعض الأمراض المعدية. في العقود التي تلت ذلك، وجد أن المفهوم له أهمية سريرية في العلاج المناعي لمسببات الحساسية، حيث يمكن للأجسام المضادة الحاجزة أن تتداخل مع الأجسام المضادة الأخرى المشاركة في فرط الحساسية وبالتالي تحسين علاج الحساسية. 